# Daniel Orálek
Daniel Orálek (* 29. března 1970, Hrušovany u Brna) je český ultramaratonec a fotograf. Pracuje jako programátor.
K jeho největším úspěchům patří 5. místo na Spartathlonu v roce 2011 nebo 10. místo na Badwater Ultramarathon v roce 2010 - tento závod dlouhý 217 km, který se běží za extrémně vysokých teplot v americkém Údolí smrti, běžel a dokončil jako první Čech. Získal 2. místo na Copper Canyon Ultramarathon v roce 2012, dosáhl také série vítězství v závodě na 100 km v nizozemském Winschotenu (v letech 2008, 2010, 2012, 2014).
Do února 2018 absolvoval 164 maratonů a 121 ultramaratonů. Byl juniorským rekordmanem Československa na 10 000 m (30:13,03).

## Osobní rekordy
| 3000 m     | 8:10,72 (1992)    |
| 5000 m     | 14:34,92 (1990)   |
| 10 000 m   | 29:50,3 (1994)    |
| Půlmaraton | 1:04:33 (1994)    |
| Maraton    | 2:26:58 (2011)    |
| 50 km      | 2:58:40 (2009)    |
| 100 km     | 6:54:50 (2011)    |
| 24 hod     | 223,99 km (2010)  |
| 48 hod     | 366,872 km (2009) |